# Jonas Collin
 Der er flere personer med dette navn, se Jonas Collin (flertydig).
Jonas Collin (6. januar 1776 i København– 28. august 1861 sammesteds) var en dansk jurist og gehejmekonferensråd. Han var en indflydelsesrig embedsmand i enevældens sidste årtier. Navnet Collin er et tilnavn, som hans oldefar Baltzer Jensen fik, da han stammede fra byen Kolding.
Jonas Collin var eneste barn af inspektør for klasselotteriet Niels Collin (1736-97) og hustru Ingeborg Bolten (1735-1817). Jonas blev undervist hjemme indtil han i 1792 blev indskrevet ved Københavns Universitet. Herfra tog han juridisk embedseksamen i 1795.
Jonas Collin havde en lang række vigtige tillidsposter, bl.a. var han medlem af Det kongelige Teaters direktion.
Jonas Collin huskes dog især for sin indflydelse inden for kunst og kultur. Han var mæcen for nogle af Danmarks mest kendte guldalder-digtere som H.C. Andersen, der var tæt knyttet til Jonas Collin og hans familie. Blandt dem, som Collin skaffede økonomisk og anden hjælp, var også Steen Steensen Blicher, Johanne Luise Pätges, senere Heiberg samt Severin From, der blev en kendt skakspiller.

## Ægteskab og børn
Jonas Collin blev den 13. november 1802 gift med Henriette Christine Hornemann (1772-1845), der medbragte to døtre fra sit ægteskab med Michael Gottlieb Birckner (1756-98), en af Jonas Collins barndomslærere. Christine og Jonas fik fem børn sammen:
- Ingeborg (1804-77), i 1826 gift med med politiretsassessor Adolph Drewsen.
- Michael Gottlieb (1806-85), kammerassessor, gift med Augusta Petzholdt, morfar til Ellen Price
- Edvard (1808-86), jurist.
- Louise (1813-98), gift i 1840 med kontorchef i krigsministeriet, jurist Wilkens Lind.
- Theodor Collin (1815-1902), læge, medicinsk professor.

Familien Collin boede indtil 1838 i en nu nedlagt gård i Bredgade, tæt ved Kongens Nytorv, derefter i Amaliegade 9, hvor huset stadig kan ses.
Jonas Collin var begravet på Assistens Kirkegård. I 1914 blev gravstenen flyttet til Frederiksberg Ældre Kirkegård.

## Liv og virke

### Barndom og uddannelse
Jonas Collin var søn af Niels Collin (1736 – 1797), der efter faderen, Jonas Baltzersen Collin, arvede bestillingen som inspektør for klasselotteriet, og som i sit ægteskab med Ingeborg (født Bolten, 1735 – 1817) fik sønnen Jonas, født 6. januar 1776.
I det stille, borgerlige hjem, som længe vedblev at stå under den strenge bedstemors herredømme, opdroges det eneste barn efter datidens skik i stor tarvelighed: han undervistes hjemme af skiftende lærere og dimitteredes i april 1792 til Universitetet, hvor han kort efter tog anden eksamen og i juni 1795 blev juridisk kandidat, naturligvis med bedste karakter.
Han havde haft lyst til at gå sagførervejen, men moderen ønskede, at han skulle tage plads på faderens kontor for at kunne arve den ret indbringende bestilling ved lotteriet, og han føjede sig efter hende. Sin rigelige fritid anvendte han til omfattende studier på de forskelligste områder; han læste levende sprog, deriblandt italiensk, hørte forelæsninger over matematik, filosofi og naturvidenskaber, tog (1800) landmålereksamen, skrev afhandlinger over udsatte prisopgaver og artikler i tidsskrifter, deltog også som medlem af Drejers Klub i det, der repræsenterede det videnskabelige og æstetiske liv.

### Embedskarriere
I december 1797 døde faderen, og dette ”bragte ham ud af Lotteribanen”. Han benyttede da sit vundne bekendtskab med flere af Rentekammerets ledende mænd, blev volontør i dets sekretariat og tillige i landvæsenskontorerne, nåede 1801 at blive kopist i et af disse, men udnævntes endnu samme år til fuldmægtig, først i Rentekammerets Danske og Norske Kancelli, derpå i Finanskollegiets sekretariat. Dette ualmindelig hurtige avancement vidner om, at den unge mand allerede tidlig havde lagt for dagen den sjældne dygtighed, nidkærhed og arbejdsevne, som i løbet af det næste halve århundrede skulle gøre ham til en af de ledende mænd, for ikke at sige den ledende mand, på så godt som alle områder af statens og samfundets liv. Kort efter, 13. november 1802, ægtede han Henriette Christine født Hornemann, født 1772, datter af en præst på Ærø og søster til den berømte botaniker, Jens Wilken Hornemann; hun havde været gift med Collins barndomslærer, filosoffen og forfatteren Michael Gottlieb Birckner, der døde 1798. Med den lidt ældre hustru og hendes to døtre af første ægteskab begyndte Collin sit familieliv i den gamle gård i Bredgade, tæt ved Kongens Nytorv, der efter sagnet havde været en spansk ministers landsted og fra 1744 havde været i familiens eje; den vedblev at være det i over et århundrede, endnu adskillig tid efter, at hustruen her 21. maj 1845 havde lukket sine øjne, og til denne gård, der længe stod som en interessant fortidslevning i det moderne aristokratiske kvarter, er minderne om ”det Collinske Hus” nærmest knyttede. I ægteskabet fødtes fra 1804-15 to døtre og tre sønner.
”Fra min Ansættelse i Finanssekretariatet begyndte min Interesse for Forretningslivet at vaagne”, skriver Collin i sine autobiografiske optegnelser. Ingen forestilling fra noget af kollegierne, som kunde medføre udgift, måtte indsendes til kongen uden først at have været forelagt Finanskollegiet, og dette kom således til at gribe ind i alle administrationens grene; Collin, hvem den tidligere samlede polyhistoriske viden her kom til fortrinlig nytte, følte sig højst lykkelig ved disse forretninger og tillige ved samlivet med sine medarbejdere, navnlig Johnsen (senere departementschef) og Vogt (senere norsk statsråd), men særlig ved sin forbindelse med Ernst Heinrich von Schimmelmann. Denne udmærket dygtige mand, der med en lys forstand forbandt det ædleste hjerte, var finansminister indtil 1813; de mangfoldige finansplaner, som statens mislige stilling i hin periode krævede, forfattedes af ham, ofte i deres hele udførlighed, men han skrev på tysk, og forestillingerne til kongen skulde udarbejdes på dansk, og dette hverv overdroges Collin, som således fik lejlighed til at blive fortrolig indtil de mindste enkeltheder med det højst indviklede bank- og pengevæsen.

### Kommissær ved Kurantbanken
Vigtige hverv betroedes ham efterhånden: 1807 blev han bankkommissær ved Kurantbanken; 1808 overdroges det ham at forestå udfærdigelsen af skatkammerbeviser (forordning af 8. april 1808) til et beløb af hen ved 32 million rigsdaler; efter forordning af 23. juni 1809 om overordentlig inddragelse af kurantsedler ledede han tegningen af lån og modtog alt det forarbejdede guld og sølv, som indsendtes; han foranledigede forordningen af 15. maj 1810 om tilsyn med private forsørgelses- og understøttelseskasser og blev medlem af den nedsatte kongelige tilsynskomité; 1812 var han medlem af en kommission, som havde det hverv at understøtte byggende i København med lån af statskassen; samme år udnævntes han til sekretær ved den såkaldte store finanskommission samt assessor i Finanskollegiet. På denne tid var statens penge- og finansvæsen bragt i den yderste forvirring; flådens tab, krigen, kontinentalspærringen, opbringelsen af vor handelsflåde, standsningen af alt produktivt erhverv havde i forening tæret lige så meget på rigets som på de privates kræfter, og der var uforstandig søgt tilflugt i en stadig voksende udstedelse af papirspenge, hvis værdi under voldsomme svingninger sank dag for dag. Der måtte gribes til heroiske midler for at standse denne nedgliden i afgrunden.
Schimmelmann indviede i dybeste hemmelighed Finanskollegiet i sine planer, de ansete jurister Schønheyder og A.S. Ørsted blev taget med på råd, og således fremkom forordningen af 5. januar 1813 ”om Forandring i Pengevæsenet for Danmark og Norge samt Slesvig og Holsten” og fundationen af samme dato for Rigsbanken. Collin udarbejdede næsten alle forestillinger og indberetninger i sagen til kongen, og han konciperede den almindelige del af forordningen samt bestemmelserne for Danmark og Norge. Schimmelmann, der havde været minister siden 1784, blev et offer for den misstemning, forordningen fremkaldte, i det den nedsatte al kontant formue, alle prioriteter og gældsfordringer til en tiendedel af deres værdi, og afløstes som finansminister først af Moltke, senere af Møsting, som derefter i en årrække var Collins nærmeste foresatte.
Det er betegnende for Collins frie blik, at han allerede den gang anbefalede at forlade den tunge og højst mådelige kollegiale forretningsgang og indføre en ministeriel administration, men denne tanke, som kom frem i Minerva, lå datiden meget for højt, og den realiseredes først efter omvæltningerne i 1848. Han blev 1816 ved en omordning af kollegierne finansdeputeret, fra 1831-41 tillige (uden løn) deputeret i Rentekammeret, fra 1841 første finansdeputeret og var i denne lange årrække overhovedet den ledende mand i administrationen, til hvem så at sige enhver sag, der krævede særlig energi og indsigt, enhver foranstaltning, som faldt uden for det blot rutinemæssige, henvistes, og han løste på den mest påskønnelsesværdige måde enhver af de opgaver, som således stilledes ham, hvad enten han var alene om den eller sad som medlem af en kommission, hvis sjæl han da altid var. enkekassen og teatrets forsørgelseskasse, landsbypræsternes lønningsvilkår, de lærde skolers økonomiske forhold, de fellenbergske opdragelsesanstalter, ordningen af Fødsels- og Plejestiftelsen, statens manufakturer og fabriksvæsenet i det hele, landmåler- og forsteksamenen, Indretningen af en kameralistisk (statsvidenskabelig) embedseksamen, statens kasse- og regnskabsvæsen, hovedstadens forsyning med brændsel, opmudringen af dens havn, anlægget af havne i Helsingør og Frederikshavn, stutteriet og veterinærvæsenet, den grønlandske Handel, anlægget af Silkeborg, tilvejebringelsen af et statistisk bureau, til hvilket han selv lagde grunden, – dette er nogle af de mangfoldige grene af statslivet, som særlig skyldte ham vækst og fremgang.

### Medstifter af Sparekassen for Kjøbenhavn og Omegn
Han var i 1820 (sammen med etatsråd Bech) stifter af Sparekassen for Kjøbenhavn og Omegn, og sagnet fortæller, at da han forelagde Frederik 6. planen, sagde kongen: "Ja, Collin! Det er en god idé; men de må stille sikkerhed for de penge, som Folk betror Dem, ikke under 5 eller 600 Rdl."; det er den samme sparekasse, som nu har Indskud af noget nær 100 millioner kr. I 1822 gav han impulsen til Rysensteens Badeanstalt, var i 1824 medstifter af Athenæum og af Selskabet for Naturlærens Udbredelse, i 1829 af Kunstforeningen og af Rosenborg Brøndanstalt, i 1832 af Selskabet til Hesteavlens Fremme, fra 1820 medlem og senere bestyrer af Efterslægtselskabet, i 1819 plantede han Kongelunden på Amager (hvor man siden har rejst et monument for den, som satte fasaner i skoven), i 1834 var han med til at fremkalde den første danske industriudstilling, i 1837 medstifter af Foreningen til forsømte Børns Frelse. Lige fra 1803 til 1832 var han sekretær ved Fonden ad usus publicos; det var den kasse, hvoraf der under enevælden uddeltes gratialer og rejseunderstøttelser til digtere, videnskabsmænd, kunstnere, af og til også industridrivende og håndværkere, og stillingen bragte ham derfor i stadig forbindelse med den opadstræbende ungdom, som i ham altid fandt en faderlig ven.

### I direktionen for Det kongelige Teater
To gange, fra 1821-29 og atter fra 1842-49, var han medlem af direktionen for Det kongelige Teater; ikke blot i dets administrative styrelse og økonomiske affærer, som indeholdt mange ”Musereder”, bragte han orden, men også i æstetisk henseende hjalp han det fremad, og uden ham ville den heibergske vaudeville næppe være nået op på den nationale scene; Johan Ludvig Heiberg og hustru nærede derfor også den største højagtelse og hengivenhed for ham. At Thorvaldsens værker blev bevarede for Danmark og samledes i det museum, der nu er hovedstadens største kunstneriske eje, skyldtes Collin måske mere end nogen anden; ham var det, som i 1833 under samråd med A.S. Ørsted i henseende til formerne konciperede Thorvaldsens testamente, og fra 1837 var han formand for komiteen til museets oprettelse. Alle vore digtere fra den tid skylder ham taknemmelighed, men ingen i højere grad end H.C. Andersen; på et tidspunkt, hvor denne besynderlige skikkelse måtte tage sig ud som en ubegribelighed, en komplet umulighed, havde Collin troen på, at der lå noget gemt i det sælsomme barn, mod til at træde ham i faders sted og tålmodighed til at holde ud med ham gennem alle prøvelsens lange år; Andersens drøm, at hans egen berømmelse en gang skulle kaste sit genskin over det collinske navn, er jo også gået i opfyldelse.

### Det Kongelige Danske Landhusholdningsselskab
Ganske særlig må her omtales hans store nidkærhed for landbrugets fremme og næsten 50-årige virksomhed som præsident for Det Kongelige Danske Landhusholdningsselskab. De store landboreformer omkring 1788 havde tilvejebragt betingelserne for et selvstændigt og frugtbringende arbejde af bønderne, men selve det praktiske landbrug stod endnu uendelig langt tilbage, og for at reformen skulde blive til virkelig gavn for bonden og for samfundet, måtte der tages energisk fat for at bryde gammel slendrian, indføre ny driftsmåde og nye redskaber. Hvad Bernstorff, Reventlow og Colbjørnsen havde været for den legale reform, det blev Collin for det praktiske jordbrug, og skønt han ikke selv var landmand, er der ingen enkelt mand, hvem agerbruget i Danmark skylder mere; man har med fuld føje jævnstillet hans gerning for vort land med den berømte Albrecht Daniel Thaer for Tyskland.
Allerede 1805 indtrådte han i det kongelige Landhusholdningsselskab, og fra 1809-55 var han en af dets præsidenter; ved sin side havde han mænd som J.C. Drewsen, A.S. Ørsted (i 38 år), V.F. Johnsen, og af medhjælpere havde han mange, deriblandt svigersønnen Ad. Drewsen, men Collin var sjælen i det hele arbejde. Midt i den pengefattige tid skaffede han selskabet en fast fond og ret antagelige indtægter, og han var en bestyrer, som forstod at udrette utrolig meget med små midler. Fra Amerika fik han indført svingploven, som først eftergjordes af snilde smede i Nidløse og i Emdrup, snart over hele landet, og som i forening med den ligeledes ved ham indførte svenskharve betegnede en hel revolution i vor jordbehandling; ved præmiepløjninger gjordes de nye redskaber populære. Omhyggelig dyrkning, helbrak, indhegning, rydning af krat og sten osv. opmuntredes og belønnedes med præmier. Unge bondesønner udsendtes som lærlinge til dygtige landmænd og spredte den høstede erfaring ud i vide kredse. Der virkedes for en bedre handelsvare i den den gang så vigtige kornudførsel ved rensningsmaskiner, tørringsovne, fortrinlig såsæd. Alle sidegrene af landbruget var genstand for stadig omhu: træplantning, frugtavl, havedyrkning, fiskeri, biavl osv. selskabet indskrænkede sig ikke til kongeriget alene, men udstrakte sin virksomhed til Færøerne, Island og Grønland.

### Pioner inden for folkebibliotekstanken
Hånd i hånd med de praktiske bestræbelser gik omsorg for kundskabers udbredelse ved stiftelsen af almuebiblioteker. Med fuld føje udtalte præsidiet ved hans fratrædelse i 1855 sin erkendelse af, ”i hvor høj Grad Jordbrugets Forbedring og Landbostandens tidssvarende Oplysning skyldtes ham”, og sin forvisning om, ”at en skønsom Samtid og Eftertid vilde med Erkendtlighed bevare Mindet om hans højhjertede Frihedssind”. På halvhundredårsdagen efter hans valg til præsident stiftedes Den Collinske Medalje, som er selskabets største æresbevisning, og landbostanden bragte ham og selskabet en fortjent tak ved indmeldelsen af omtrent 150 nye medlemmer. En agronomisk forfatter udtaler, at Collins lange virksomhed som præsident har fået større betydning for selskabet, end nogen anden enkelt mands har haft eller rimeligvis nogen sinde i fremtiden vil få.
Efter sin afskedigelse levede Collin stille og tilbagetrukket i sin families kreds, lykkelig med sine børn og børnebørn, elskværdig og livlig som altid, omgiven af alles højagtelse og hengivenhed, besjælet af uformindsket kærlighed til land og folk, liberal i sin tænkemåde og jævn i sit væsen, bevarende næsten til det sidste sin ånds og tankes friskhed. Han døde 28. august 1861, altså i sit 86. år.

## Hædersbevisninger
Med stigningen i embedsværdigheder og indflydelse fulgte de sædvanlige nådesbevisninger og udmærkelser; 1840 fik han Storkorset, i sommeren 1847 blev han excellence. De store begivenheder i 1848 havde, navnlig for det nationales vedkommende, hans sympati, og nærede han end ikke nogen ubetinget tillid til demokratiske frihedsformer, så var han dog langtfra nogen reaktionær. Tvært imod må det siges, at han i enevældens sidste halve århundrede var en af landets liberaleste mænd, og dette uagtet han nærede den varmeste hengivenhed for kong Frederik 6.. Det manglede ikke på forsøg på at drage ham over i den nye æra; Anton Frederik Tscherning ville have ham ind i Landstinget, og en plads i ministeriet ville have stået ham åben, men han følte, at den nye tid krævede nye mænd, og i december 1848 tog han sin afsked, 72 år gammel. Ved sit embedsjubilæum i februar 1851 modtog han fra alle sider bevidnelser Og dog er denne ikke hans største adkomst til at mindes som en af Danmarks højst fortjente mænd. Jævnsides med den udfoldede han den mest alsidige, en næsten ubegribelig virksomhed på andre områder. Der kan i dette halve århundrede snart ikke nævnes den ting, stående i forbindelse med udvikling, fremskridt, nyttige kundskabers udbredelse, udvikling af velstand, fremme af litteratur og kunst, uden at han har taget initiativet til den, ofret den sin seje energi og sin utrættelige arbejdsevne. Han er hele denne træge, tunge, fattige, forknytte, ofte håbløse periodes frejdige banebryder, "virksom Deltager i og ofte ophavsmand til næsten alt, hvad her i landet er udført af blivende betydningsfuld Virkning", og hans fortjenester af land og folk er ikke mindre, fordi hans betydningsfulde gerning udførtes med en bramfri jævnhed og i en beskeden stilhed, som lod hans person træde helt i skygge for sagen.
- Dette afsnit bygger hovedsaglig på C. St. A. Billes Biografi i 1. udgave af Dansk biografisk leksikon, Udgivet af C. F. Bricka, 4. bind, side 64, Gyldendal, 1887-1905 Du kan hjælpe Wikipedia ved at ajourføre sproget og indholdet af denne artikel.

- Detalje fra Jørgen Sonnes frise på Thorvaldsens Museum, hvor Jonas Collin er nr 2 fra venstre
- Portræt udført af Constantin Hansen 1851
- Buste udført af Hermann Ernst Freund 1834

## Jonas Collin den yngre
Barnebarnet zoolog Jonas Sigismund Collin (1840-1905), søn af Edvard Collin, delte navn med bedstefaderen og kaldes undertiden Jonas Collin den yngre.